# Enterprise (Kansas)
Enterprise è una città degli Stati Uniti d'America della contea di Dickinson nello Stato del Kansas.